# Billy Wright (Sänger)

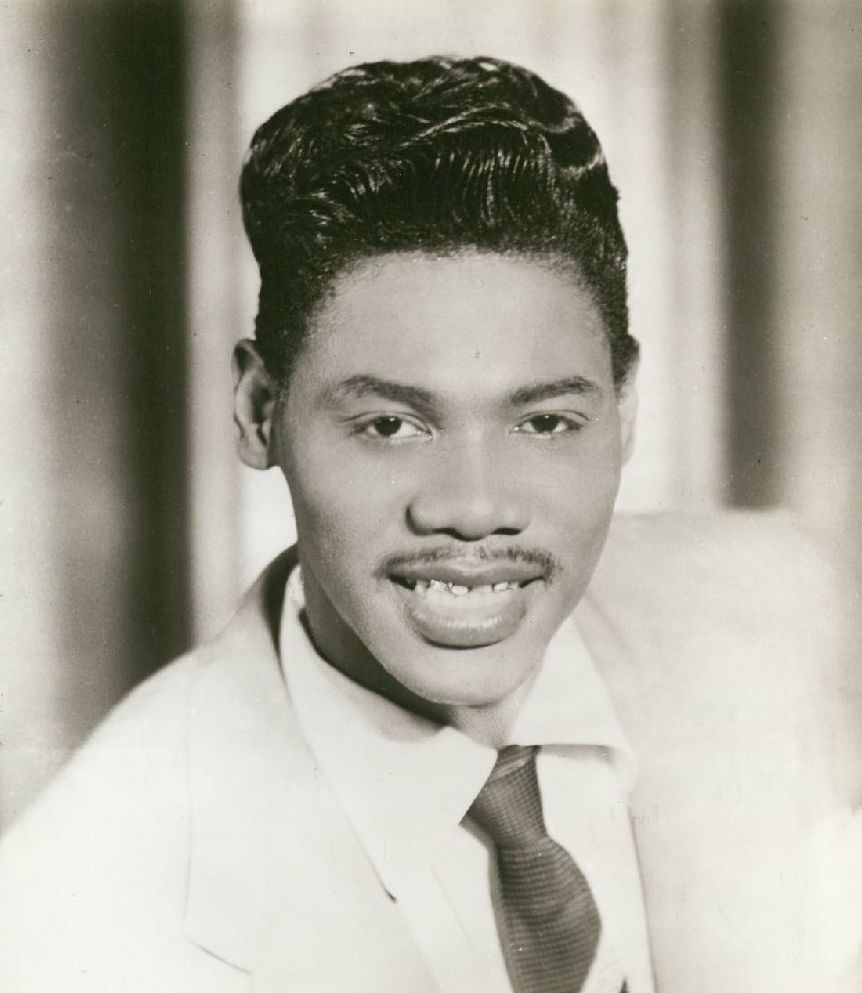
Billy Wright

Billy Wright (* 21. Mai 1932 in Atlanta, Georgia; † 27. Oktober 1991 ebenda) war ein US-amerikanischer Blues-Sänger. Er hatte den Beinamen „Prince of the Blues“. Wright war eine der Hauptfiguren des Piedmont Blues nach dem Zweiten Weltkrieg und hatte wesentlichen Einfluss auf den späteren Rock’n’Roll-Star Little Richard, dem er zu seinen ersten Aufnahmen verhalf.
Wrights erste Aufnahme Blues for My Baby stieg 1949 bis auf Platz 3 der Billboard-R&B-Charts. Weitere Hits waren u. a. Stacked Deck und Hey Little Girl (beide 1951). In der zweiten Hälfte der 1950er ließ der Plattenerfolg nach.
Wright blieb weiterhin in der Musikszene Atlantas aktiv. Ein Schlaganfall Mitte der 1970 zwang ihn kürzerzutreten. Billy Wright starb 1991 in seiner Heimatstadt.
| Personendaten    | Personendaten                  |
| ---------------- | ------------------------------ |
| NAME             | Wright, Billy                  |
| ALTERNATIVNAMEN  | Prince of the Blues            |
| KURZBESCHREIBUNG | US-amerikanischer Blues-Sänger |
| GEBURTSDATUM     | 21. Mai 1932                   |
| GEBURTSORT       | Atlanta, Georgia, USA          |
| STERBEDATUM      | 27. Oktober 1991               |
| STERBEORT        | Atlanta, Georgia, USA          |